# Destornillador (cóctel)
El destornillador, coloquialmente conocido como destorni en algunos lugares e internacionalmente conocido por su nombre inglés, screwdriver (/ˈskruːdraɪvər, «destornillador»), es un cóctel hecho a base de 1⁄3 de vodka y 2⁄3 de jugo de naranja recién exprimido, o en su defecto, refresco o jugo industrial sabor naranja.

## Historia
Se desconoce el origen tanto del cóctel como del motivo de su nombre, aunque las diferentes historias apuntan principalmente a tres teorías: la primera, que fue creado durante la ley seca estadounidense (1920–1933), en la que se simulaba beber un inocente jugo de naranja mientras se estaba ingiriendo vodka. Una segunda hipótesis asocia el destornillador con la Segunda Guerra Mundial, donde los soldados británicos recibían una lata de jugo de naranja por cabeza y ellos la adulteraban con vodka. La última teoría relaciona este cóctel con obreros estadounidenses que durante los años 1950 estuvieron trabajando en perforaciones petrolíferas en el Golfo Pérsico, quienes sólo disponían de un destornillador para remover la mezcla.
Aunque no se conozca a ciencia cierta su origen, este cóctel está asociado a los Estados Unidos, ya en la edición del 24 de octubre de 1949 de la revista Times se refieren al screwdriver como «el último invento norteamericano».

## Versiones

### Anita Bryant
Un destornillador con jugo de manzana en lugar de naranja es un Anita Bryant. Anita Bryant fue una cantante estadounidense y portavoz de la Florida Citrus Comission entre los años 1960 y 1970. A partir de 1977, se convirtió en una activista contra los derechos LGTB. Debido a que Bryant promovió el jugo de naranja, la comunidad gay respondió con un boicot al jugo de naranja de Florida. Los bares gai de EE. UU. dejaron de servir destornilladores e inventaron este cóctel para reemplazarlo. Las ventas y ganancias del cóctel fueron para activistas de los derechos de los homosexuales y ayudaron a financiar su trabajo contra Bryant. La campaña fue finalmente exitosa ya que el activismo de Bryant dañó su carrera musical y comercial. Su contrato con la Comisión de Cítricos de Florida se dejó vencer en 1980 después de que declararan que estaba «agotada» como portavoz. Después de eso, los bares gay comenzaron a vender destornilladores nuevamente.